# Liste des films de l'univers cinématographique Marvel
La liste des films et séries de l'univers cinématographique Marvel présente les œuvres de l'univers cinématographique Marvel (MCU) produit par Marvel Studios depuis 2008 qui mettent en scène des personnages adaptés des comic books publiés par Marvel Entertainment. La liste est constituée à ce jour de 37 films, 15 séries et 2 téléfilms.
Les films sont regroupés en plusieurs « phases » numérotées de 1 à 6.
La première phase commence avec Iron Man (2008) et se poursuit avec L'Incroyable Hulk (2008), Iron Man 2 (2010), Thor (2011), Captain America: First Avenger (2011) et Avengers (2012).
La phase 2 commence avec Iron Man 3 (2013) et se poursuit avec Thor : Le Monde des ténèbres (2013), Captain America : Le Soldat de l'hiver (2014), Les Gardiens de la Galaxie (2014), Avengers : L'Ère d'Ultron (2015) et Ant-Man (2015).
La phase 3 commence avec Captain America: Civil War (2016) et se poursuit avec Doctor Strange (2016), Les Gardiens de la Galaxie Vol. 2 (2017), Spider-Man: Homecoming (2017), Thor: Ragnarok (2017), Black Panther (2018), Avengers: Infinity War (2018), Ant-Man et la Guêpe (2018), Captain Marvel (2019), Avengers: Endgame (2019), et Spider-Man: Far From Home (2019). Ces trois phases sont regroupées sous l'appellation « La Saga de l'Infini ».
La phase 4 commence avec WandaVision (2021), et se poursuit avec Falcon et le Soldat de l'hiver (2021), Loki (2021), Black Widow (2021), What If...? (2021), Shang-Chi et la Légende des Dix Anneaux (2021), Les Éternels (2021), Hawkeye (2021), Spider-Man: No Way Home (2021), Moon Knight (2022), Doctor Strange in the Multiverse of Madness (2022), Miss Marvel (2022), Thor: Love and Thunder (2022), She-Hulk : Avocate (2022), Je s'appelle Groot (2022), Werewolf by Night (2022), Black Panther: Wakanda Forever (2022) et Les Gardiens de la Galaxie : Joyeuses Fêtes (2022).
La phase 5 commence avec Ant-Man et la Guêpe : Quantumania (2023) et se poursuit avec Les Gardiens de la Galaxie Vol. 3 (2023), Secret Invasion (2023), The Marvels (2023), Echo (2024), Deadpool & Wolverine (2024), Agatha All Along (2024), Captain America: Brave New World (2025), Daredevil: Born Again (2025), Thunderbolts* (2025) et Ironheart (2025).
La phase 6 commence avec Les Quatre Fantastiques : Premiers pas (2025) et se poursuit avec Eyes of Wakanda (2025), Marvel Zombies (2025), Wonder Man (2025), Vision Quest (2026), Special Presentation Punisher (2026), Spider-Man: Brand New Day (2026), Avengers: Doomsday (2026) et Avengers: Secret Wars (2027). Ces trois phases sont regroupées sous l'appellation « La Saga du Multivers ».
Tous les films et séries sont produits par Kevin Feige, président de Marvel Studios, et plusieurs réalisateurs reviennent régulièrement pour mettre en scène différents projets (Jon Favreau, Joss Whedon, James Gunn, Anthony Russo et Joe Russo, Peyton Reed, Jon Watts.) Paramount Pictures est le distributeur des premiers films jusqu'à Captain America: First Avenger à l'exception de L'Incroyable Hulk distribué par Universal Pictures. Walt Disney Motion Pictures International distribue tous les films depuis Avengers sauf ceux de Spider-Man distribués par Sony Pictures.
Avec plus de 30 milliards de dollars de recettes d'exploitation, il s'agit de la franchise cinématographique la plus rentable de l'histoire du cinéma. Avengers: Endgame est le deuxième film le plus lucratif de l'histoire du cinéma après Avatar, atteignant 2,799 milliards de dollars de recettes lors de son exploitation en salles. Le deuxième est Avengers: Infinity War, qui a rapporté 2,052 millards de dollars au box-office mondial, et le troisième est Spider-Man: No Way Home avec 1,922 milliards de dollars récoltés.

## Les films

### La Saga de l'Infini

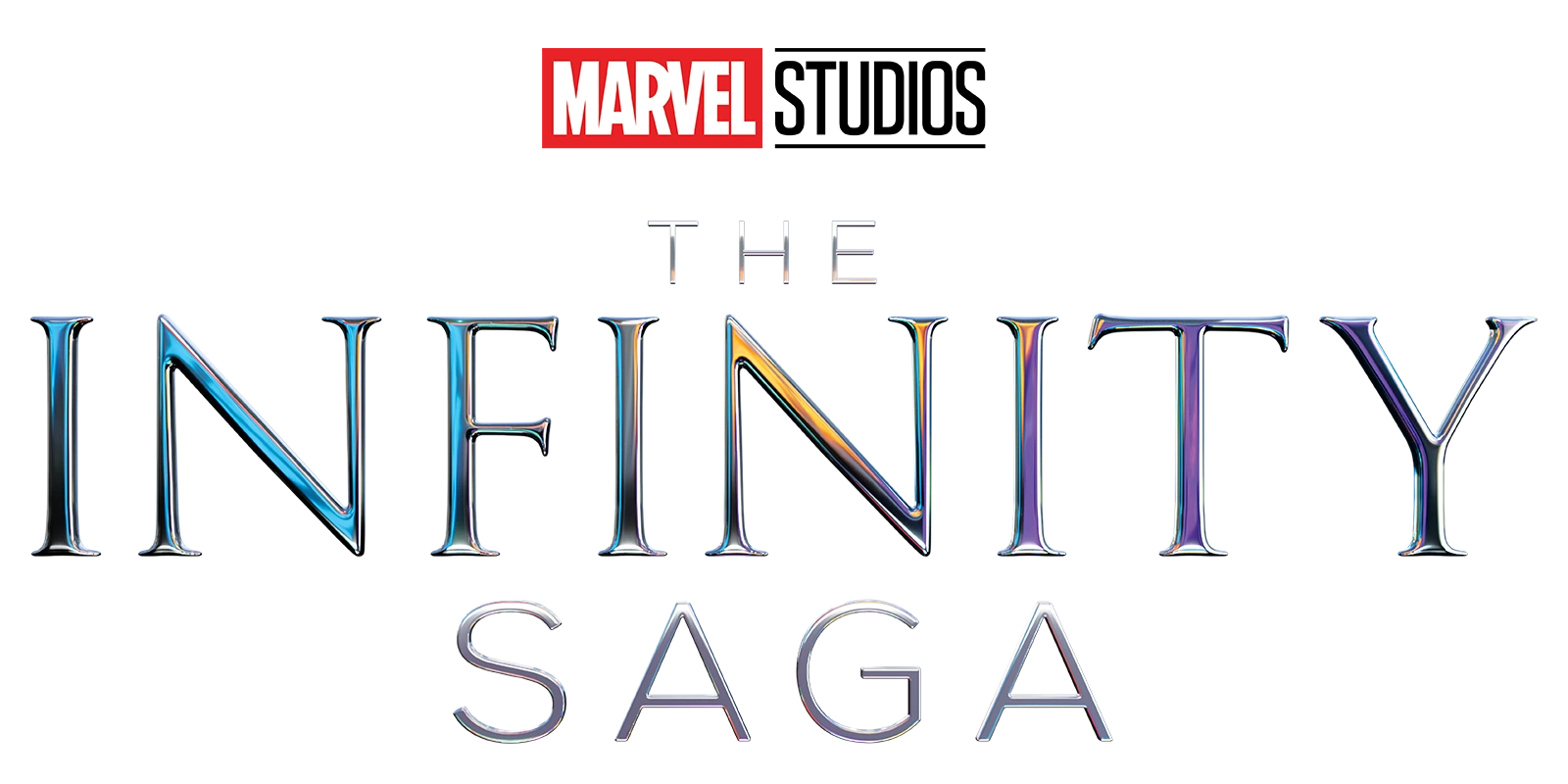
Logo original de La Saga de l'Infini.

Les vingt-trois films de la première à la troisième phase forment un cycle connu sous le nom de « The Infinity Saga » (La Saga de l'Infini), du nom des gemmes de l'infini autour desquelles tourne le cycle. L'antagoniste est Thanos, un super-vilain qui souhaite obtenir le pouvoir des gemmes.

#### Phase 1

##### Fiche technique
| Film                            | Sortie | Réalisation     | Scénario                                               | Décors              | Photographie            | Montage                                       | Musique         |
| ------------------------------- | ------ | --------------- | ------------------------------------------------------ | ------------------- | ----------------------- | --------------------------------------------- | --------------- |
| Iron Man                        | 2008   | Jon Favreau     | Mark Fergus - Hawk Ostby et Art Marcum - Matt Holloway | J. Michael Riva     | Matthew Libatique       | Dan Lebental                                  | Ramin Djawadi   |
| L'Incroyable Hulk               | 2008   | Louis Leterrier | Zack Penn                                              | Kirk M. Petruccelli | Peter Menzies Jr.       | John Wright, Rick Shaine et Vincent Tabaillon | Craig Armstrong |
| Iron Man 2                      | 2010   | Jon Favreau     | Justin Théroux                                         | J. Michael Riva     | Matthew Libatique       | Dan Lebental et Richard Pearson               | John Debney     |
| Thor                            | 2011   | Kenneth Branagh | Ashley Edward Miller et Zack Stentz et Don Payne       | Bo Welch            | Haris Zambarloukos (en) | Paul Rubell                                   | Patrick Doyle   |
| Captain America : First Avenger | 2011   | Joe Johnston    | Christopher Markus et Stephen McFeely                  | Rick Heinrichs      | Shelly Johnson (en)     | Robert Dalva et Jeffrey Ford (en)             | Alan Silvestri  |
| Avengers                        | 2012   | Joss Whedon     | Joss Whedon                                            | James Chinlund (en) | Seamus McGarvey         | Lisa Lassek et Jeffrey Ford (en)              | Alan Silvestri  |

##### Les films

###### Iron Man
Le milliardaire et chef d'entreprise Tony Stark est capturé par un groupe terroriste afghan lors d'une démonstration. Blessé et atteint par des shrapnels près du cœur, il ne doit sa survie que grâce à un électro-aimant surpuissant dont il va se servir pour alimenter une armure qu'il va utiliser pour combattre les forces armées et retrouver le commanditaire de son enlèvement.
En avril 2006, Jon Favreau sera le réalisateur du film avec Art Marcum et Matt Holloway et le scénario est confié à Mark Fergus et Hawk Ostby. Le scénario est ensuite réécrit par John August. En septembre 2006, Robert Downey Jr. Sera Iron Man il a tout de suite convaincu les scénaristes pour le rôle. Il a dû se laisser pousser la barbe. Les premières photographies sont prises à partir du 12 mars 2007 pour les scènes où Tony Stark est détenu en Afghanistan. Elles sont prises dans le Comté d'Inyo en Californie. Les sons sont enregistrés à Los Angeles en Californie. Des séquences de tournage supplémentaires sont filmées dans la base de l'Air Force d'Edwards et au casino Caesars Palace à Las Vegas dans le Nevada. Le film est diffusé pour la première fois dans le monde à Sydney le 14 avril 2008. La sortie nationale du film est le 30 avril 2008. Le film se termine sur une scène (après le générique de fin) où Nick Fury dévoile le projet Avengers à Tony Stark. Samuel L. Jackson s'est rendu sur le tournage seulement pour une journée et sa présence fut gardée secrète. Le bouclier de Captain America est également visible dans une scène, ce qui était à l'origine une blague de la part d'un employé d'Industrial Light & Magic mais le réalisateur a décidé de la garder telle quelle.

###### L'Incroyable Hulk
Après avoir été exposé à des radiations, le scientifique Bruce Banner se transforme en Hulk. Il décide alors de partir et s'isoler pour ne pas nuire à la sécurité de sa compagne, Betty Ross. Banner se retrouve chassé par l'armée et le général Ross, le père de Betty. Bruce Banner fait tout pour réussir à canaliser sa colère pour ne pas se transformer en Hulk.
En juin 2006, Marvel réclame les droits d'exploitation cinématographique concédés auparavant à Universal Pictures car cette dernière se retrouve incapable de produire une suite au film Hulk de 2003. Cependant, Universal Pictures continue de détenir les droits de distribution des prochains films mettant en scène Hulk seulement. À la place de faire une suite, Marvel Studios engage Louis Leterrier pour réaliser un redémarrage qu'il refusera au départ par respect pour le film d'Ang Lee. Il accepte tout de même par la suite. Le scénario est écrit par Zak Penn qui a déjà travaillé pour le précédent film. En avril 2006, Edward Norton entre en négociations avec Marvel Studios pour interpréter Bruce Banner et réécrire le scénario. La production démarre le 9 juillet 2007 et le tournage commence à Toronto. Des scènes additionnelles sont tournées à Rio de Janeiro et à New York. La première mondiale du film se tient à Los Angeles le 8 juin et le film sort le 13 juin 2008.
Robert Downey Jr. reprend brièvement son rôle de Tony Stark lors de la scène se déroulant après le générique de fin. Il parle avec le général Ross pour former un partenariat. Dans une séquence d'ouverture alternative incluse avec le DVD, Captain America est visible prisonnier dans la glace.

###### Iron Man 2
Après la révélation devant les caméras que Tony Stark est Iron Man, le gouvernement américain demande à accéder à la technologie. Pendant ce temps, Justin Hammer, un concurrent de Stark, et Ivan Vanko, un scientifique russe, s'associent pour Tuer Tony.
Après la sortie et le succès de Iron Man en mai 2008, Marvel Studios annonce le développement d'une suite. Favreau reprend le poste de réalisateur et Justin Theroux est engagé pour scénariser le film, sur une idée originale de Favreau et Downey. En octobre 2008, Downey signe un contrat de quatre films, incluant rétroactivement le premier Iron Man, et Don Cheadle est choisi pour remplacer Terrence Howard dans le rôle de James Rhodes,. Jackson signe un contrat pour reprendre le rôle de Nick Fury sur neuf films et Scarlett Johansson est engagée pour être Black Widow à l'écran sur plusieurs films. Le tournage commence le 6 avril 2009 au Pasadena Masonic Temple de Pasadena. La majeure partie du tournage a lieu aux Raleigh Studios de Manhattan Beach en Californie, le reste se déroule entre la base Edwards de l'Air Force, Monaco et le Sepulveda Dam. La première de Iron Man 2 a lieu au El Capitan Theatre de Los Angeles le 26 avril 2010,, avant de sortir dans le monde entre le 28 avril et le 7 mai.
Les réalisateurs du film ont glissé plusieurs clins d’œil à l'univers Marvel, comme la réapparition du bouclier de Captain America ou un entrepôt du S.H.I.E.L.D. contenant plusieurs documents faisant référence à L'Incroyable Hulk ou au Wakanda. La scène post-générique montre la découverte du marteau Mjölnir dans un cratère au Nouveau-Mexique.

###### Thor
Thor, prince héritier d'Asgard, est puni pour avoir ravivé le conflit avec les Géants de glace il est banni sur Terre et ne récupérera son titre et ses pouvoirs que s'il s'en montre digne. Il doit agir avant que son frère Loki ne s'empare du trône.
Mark Protosevich a commencé à travailler sur un script du film en avril 2006, alors que les droits avaient été achetés par Sony Pictures,. En août 2007, Marvel engage Matthew Vaughn pour réaliser le film avant de quitter le poste en mai 2008. En septembre 2008, Kenneth Branagh entre en négociations pour reprendre le projet. En mai 2009, Chris Hemsworth entre en négociations pour le rôle-titre et Tom Hiddleston, qui avait également passé les castings pour Thor, est engagé pour incarner Loki. Les deux acteurs signent un contrat de plusieurs films. Marvel engage Ashley Edward Miller et Zack Stentz pour écrire un nouveau script, qui sera repris par Don Payne. La production commence le 11 janvier à Los Angeles avant de partir pour Galisteo au Nouveau-Mexique en mars. Thor voit sa première prendre place le 17 avril 2011 au Event Cinemas theatre de George Street à Sydney, puis sa première aux États-Unis le 2 mai au El Capitan Theatre de Los Angeles. La sortie internationale se fait entre le 21 avril et le 6 mai.
Clark Gregg, déjà apparu dans Iron Man et Iron Man 2 dans le rôle de l’agent du S.H.I.E.L.D. Phil Coulson, reprend son rôle dans Thor. Après avoir signé pour être Clint Barton dans Avengers, Jeremy Renner fait un caméo dans ce rôle dans Thor. La scène post-générique montre Loki et le Dr Erik Selvig découvrir que Nick Fury détient le Tesseract. La scène est réalisée par Joss Whedon, préparant ainsi son film Avengers.

###### Captain America: First Avenger
En 1943, Steve Rogers est un citoyen américain qui souhaite s'engager dans l'armée, cependant, il ne réussit pas les épreuves pour l'intégrer en raison de sa forte maigreur. Recruté secrètement pour une expérience militaire, il est physiquement transformé en « super soldat » et devient « Captain America », il doit alors se battre contre Crâne Rouge, le chef d'une division militaire nazie connue en tant que Hydra.
En 2006, l'écriture du scénario est confiée à David Self. En Décembre 2008, Joe Johnston est chargé de réaliser le film tandis que Stephen McFeely et Christopher Markus doivent réécrire un scénario. En mars 2010, les deux acteurs Chris Evans et Hugo Weaving sont respectivement annoncés pour interpréter Captain America et Crâne Rouge. La production du film débute le 28 juin 2010 au Royaume-Uni et les tournages s'effectuent principalement à Londres, Manchester, Liverpool et Caerwent. La première mondiale du film se tient à Los Angeles le 19 juillet 2011 et sort aux États-Unis le 22 juillet et le 27 juillet dans le monde entier.
Le Tesseract aperçu dans la scène post générique de Thor apparaît comme un objet de convoitise, un MacGuffin. L'acteur Dominic Cooper prête ses traits au père de Tony Stark, Howard Stark qui présente notamment une exposition semblable à la Stark Expo vue dans Iron Man 2. La scène se déroulant après le générique de fin intègre Nick Fury, directeur du S.H.I.E.L.D. joué par Samuel L. Jackson et est suivie d'une bande-annonce de Avengers.

###### Avengers
Le directeur du SHIELD, Nick Fury, rassemble l'équipe de super-héros Avengers composée d'Iron Man, Hulk, Thor, Captain America, Black Widow et Hawkeye pour contrecarrer les plans de Loki, le frère de Thor qui tente d'envahir la Terre.

En juin 2007, le scénariste de L'incroyable Hulk Zak Penn est engagé pour rédiger celui d'Avengers. En avril 2010, Joss Whedon passe un contrat avec Marvel Studios pour réaliser le film et réécrire le scénario initial. Marvel annonce qu'Edward Norton ne reprend pas le rôle d'Hulk qui revient à Mark Ruffalo. Robert Downey Jr., Chris Hemsworth, Chris Evans, Scarlett Johansson, Jeremy Renner, Tom Hiddleston et Samuel L. Jackson reprennent leurs rôles des films précédents. Les premières photographies du film sont prises en avril 2011 à Albuquerque dans le Nouveau-Mexique et se poursuivent en août à Cleveland dans l'Ohio et en septembre à New York. La première du film a lieu le 11 avril 2012 à Los Angeles pour sortir en Amérique du Nord le 4 mai. Gwyneth Paltrow apparaît dans le film, comme dans Iron Man et Iron Man 2 où elle tient le rôle de Pepper Pots, l'assistante de Tony Stark même si à l'origine le réalisateur ne souhaitait pas inclure de personnages secondaires des films centrés sur un seul héros. Le producteur Avi Arad déclare que Sony Pictures et Disney ont tenté d'intégrer dans le film la tour OsCorp apparaissant dans The Amazing Spider-Man mais le président de Marvel Studios, Kevin Feige affirme que les discussions n'ont jamais abouti. Le super vilain Thanos, joué par Damion Poitier figure dans le long-métrage dans la scène après le générique de fin.

#### Phase 2

##### Fiche technique
| Film                                   | Sortie | Réalisation          | Scénario                                              | Décors                                        | Photographie      | Montage                                  | Musique                   |
| -------------------------------------- | ------ | -------------------- | ----------------------------------------------------- | --------------------------------------------- | ----------------- | ---------------------------------------- | ------------------------- |
| Iron Man 3                             | 2013   | Shane Black          | Shane Black, Drew Pearce                              | Danielle Berman                               | John Toll         | Peter S. Elliot, Jeffrey Ford            | Brian Tyler               |
| Thor : Le Monde des ténèbres           | 2013   | Alan Taylor          | Christopher Yost, Christopher Markus, Stephen McFeely | John Bush                                     | Kramer Morgenthau | Dan Lebental, Wyatt Smith                | Brian Tyler               |
| Captain America : Le Soldat de l'hiver | 2014   | Anthony et Joe Russo | Christopher Markus, Stephen McFeely                   | Leslie A. Pope                                | Trent Opaloch     | Jeffrey Ford, Matthew Schmidt            | Henry Jackman             |
| Les Gardiens de la Galaxie             | 2014   | James Gunn           | James Gunn, Nicole Perlman                            | Chris Howes, Richard Roberts                  | Ben Davis         | Fred Raskin, Hughes Winborne, Craig Wood | Tyler Bates               |
| Avengers : L'Ère d'Ultron              | 2015   | Joss Whedon          | Joss Whedon                                           | Chris Howes, Sheona Mitchley, Richard Roberts | Ben Davis         | Jeffrey Ford, Lisa Lassek                | Danny Elfman, Brian Tyler |
| Ant-Man                                | 2015   | Peyton Reed          | Edgar Wright, Joe Cornish, Adam McKay, Paul Rudd      | Leslie A. Pope                                | Russell Carpenter | Dan Lebental, Colby Parker Jr.           | Christophe Beck           |

##### Les films

###### Iron Man 3
Tony Stark doit affronter de nouvelles menaces, à la fois publiques et privées. Le Mandarin détruit sa maison en bord de mer et Tony Stark subit un stress post traumatique tandis qu'une organisation terroriste s'en prend à la population.
En Décembre 2010, Disney annonce que Marvel Studios envisage un troisième volet pour Iron Man. En février 2011, Shane Black est chargé par Marvel de réaliser le film et d'écrire le scénario avec Drew Pearce. Les acteurs principaux annoncés Robert Downey Jr., Gwyneth Paltrow et Don Cheadle reprennent leurs rôles et les acteurs Guy Pearce et Ben Kingsley sont ajoutés à la distribution respectivement en tant qu'Aldrich Killian et Trevor Slattery, alias Le Mandarin. Le tournage débute en mai 2012 en Caroline du Nord. Des séquences additionnelles sont tournées à Los Angeles, en Floride et en Chine. Les premières présentations mondiales du film se tiennent à Paris le 14 avril 2013 puis à Los Angeles le 24 avril. Le film sort dans toutes les salles du monde le 25 avril excepté aux États-Unis où il sort le 3 mai.
L'histoire du film se déroule six mois après celle d'Avengers. Tony Stark est victime de stress post traumatique, le traumatisme étant survenu lors de la bataille de New York. À ce propos, le réalisateur déclare que That's an anxiety response to feeling inferior to The Avengers, but also to being humbled by sights he cannot possibly begin to understand or reconcile with the realities he's used to... There's a line in the movie about 'ever since that big guy with the hammer fell out of the sky, the rules have changed'. That's what we're dealing with here (« C'est une réponse anxieuse due au fait de se sentir inférieur par rapport aux autres Avengers mais également à cause de ses activités dont il se rend compte qu'elles ne peuvent être comprises ou le réconcilier avec les choses réelles qu'il a accomplies... Il y a un arc narratif dans le film concernant "depuis que cet homme costaud est tombé du ciel, les règles ont changé", c'est ce que nous traitons dans le film. »).
Bruce Banner Mark Ruffalo apparaît dans la scène après le générique de fin, Concernant cette scène, Ruffalo déclare They were about to wrap the movie and I saw Robert [Downey, Jr.] at the Academy Awards... and he said, 'What do you think about coming and doing a day?' I said, 'Are you kidding me? Bang, lets do it!' We sort of spitballed that scene, then I came in and we shot for a couple of hours and laughed. (« Ils étaient sur le point de conclure le film et j'ai vu Robert Downey Jr. à l'Academy Awards... et il a dit "Que diriez-vous de venir un jour pour tourner ?" J'ai dit "Tu plaisantes ? Allez, faisons-le ! Nous avons en quelques sorte imaginé la scène alors je suis venu et nous avons tourné pendant quelques heures et nous avons rigolé »).

###### Thor: Le Monde des ténèbres
Thor doit mettre hors d'état de nuire les elfes noirs réveillés à l'approche de la convergence des neuf mondes, pour les plonger dans les ténèbres. Thor doit empêcher Malekith de mettre la main sur l'Ether, un artefact qui lui permettra de prendre le contrôle de la convergence, et devra s'allier à son frère Loki pour y parvenir.
La suite du premier Thor est confirmée en juin 2011, avec le retour de Chris Hemsworth et Tom Hiddleston au casting,. Le réalisateur Alan Taylor est annoncé en décembre.

###### Captain America: Le Soldat de l'hiver
Anthony et Joe Russo sont souvent amenés à réaliser des films de l'univers cinématographique Marvel. Parmi leurs réalisations, on compte Captain America : Le Soldat de l'hiver, Captain America: Civil War, Avengers: Infinity War et Avengers: Endgame.
Steve Rogers (Captain America) travaille désormais pour le S.H.I.E.L.D. et fait équipe avec Natasha Romanoff (Black Widow) et Sam Wilson (Faucon) pour dévoiler une conspiration impliquant le Soldat de l'hiver. L'action se déroule deux ans après Avengers. Le Docteur Stephen Strange est mentionné dans le film et une nouvelle tour fondée par Tony Stark apparaît aussi brièvement.
Cette suite au film de 2011 est annoncée en avril 2012. En juin, Anthony et Joe Russo sont amenés à réaliser le film qui trouve son titre définitif en juillet. Chris Evans, Samuel L. Jackson, Scarlett Johansson et Sebastian Stan retrouvent les rôles qu'ils ont tenu dans des films précédents, respectivement Captain America, Nick Fury, Natasha Romanoff et Bucky Barnes. La production démarre en avril 2013 en Californie et se poursuit à Washington D.C. et dans l'Ohio. La première mondiale du film se tient le 13 mars 2014 à Los Angeles. Le film sort le 26 mars 2014 dans le monde entier et le 4 avril en Amérique du Nord. La scène finale est réalisée par Joss Whedon et met en scène le Baron Strucker, le Docteur List, Vif-Argent et la Sorcière rouge qui apparaissent dans Avengers : l'Ère d'Ultron. L'information selon laquelle le SHIELD est infiltré par HYDRA sert d'intrigue aux six derniers épisodes de la saison 1 de Marvel : Les Agents du SHIELD, une série télévisée intégrant l'univers cinématographique Marvel.

###### Les Gardiens de la Galaxie
Loin de la Terre, Peter Quill, un personnage aux origines humaines (du côté maternel), enlevé par des extraterrestres dans son enfance, s'allie à plusieurs renégats dans un but commun : empêcher Ronan l'Accusateur de détruire la planète Xandar grâce à l'Orbe, une gemme renfermant une puissance destructrice.

###### Avengers: L'Ère d'Ultron
Après avoir combattu les dernières unités de l’HYDRA, Iron Man, Hulk, Thor, Captain America, Black Widow et Hawkeye sont confrontés à Ultron, une intelligence artificielle résolue à supprimer l'humanité. Ils auront sur leur route Wanda et Pietro Maximoff, des jumeaux de Sokovie victimes collatérales d'une guerre dans laquelle ont été utilisées des armes fabriquées par Stark Industries, et verront l’apparition de la Vision.

###### Ant-Man
Scott Lang, cambrioleur repenti, accepte la proposition de Hank Pym pour retrouver sa fille et enfile la combinaison révolutionnaire d'Ant-Man, qui lui permet de se réduire à une taille minuscule, pour contrer les plans de Darren Cross.

#### Phase 3

##### Fiche technique
| Film                              | Sortie | Réalisation              | Scénario                                                                                        | Décors                                         | Photographie         | Montage                              | Musique           |
| --------------------------------- | ------ | ------------------------ | ----------------------------------------------------------------------------------------------- | ---------------------------------------------- | -------------------- | ------------------------------------ | ----------------- |
| Captain America: Civil War        | 2016   | Anthony et Joe Russo     | Christopher Markus, Stephen McFeely                                                             | Lauri Gaffin, Steven K. Greer, Ronald R. Reiss | Trent Opaloch        | Jeffrey Ford, Matthew Schmidt        | Henry Jackman     |
| Doctor Strange                    | 2016   | Scott Derrickson         | Scott Derrickson, C. Robert Cargill                                                             | John Bush, Lauri Gaffin                        | Ben Davis            | Sabrina Plisco, Wyatt Smith          | Michael Giacchino |
| Les Gardiens de la Galaxie Vol. 2 | 2017   | James Gunn               | James Gunn                                                                                      | Jay Hart                                       | Henry Braham         | Kathryn Himoff, Craig Wood           | Tyler Bates       |
| Spider-Man: Homecoming            | 2017   | Jon Watts                | Jonathan Godstein, John Francis Daley, Jon Watts, Christopher Ford, Chris McKenna, Erik Sommers | Gene Serdena                                   | Salvatore Totino     | Dan Lebental, Debbie Berman          | Michael Giacchino |
| Thor: Ragnarok                    | 2017   | Taika Waititi            | Stephany Folsom, Craig Kyle, Eric Pearson, Christopher Yost                                     | Dan Hennah                                     | Javier Aguirresarobe | Joel Negron et Zene Baker            | Mark Mothersbaugh |
| Black Panther                     | 2018   | Ryan Coogler             | Joe Robert Cole, Ryan Coogler                                                                   | Hannah Beachler                                | Rachel Morrison      | Claudia Castello, Michael P. Shawver | Ludwig Göransson  |
| Avengers: Infinity War            | 2018   | Anthony et Joe Russo     | Christopher Markus, Stephen McFeely                                                             | Charles Wood                                   | Trent Opaloch        | Jeffrey Ford, Matthew Schmidt        | Alan Silvestri    |
| Ant-Man et la Guêpe               | 2018   | Peyton Reed              | Andrew Barrer, Gabriel Ferrari                                                                  | Shepherd Frankel                               | Dante Spinotti       | Dan Lebental, Craig Wood             | Christophe Beck   |
| Captain Marvel                    | 2019   | Anna Boden et Ryan Fleck | Meg LeFauve, Nicole Perlman                                                                     | Andy Nicholson                                 | Ben Davis            | Elliot Graham                        | Pınar Toprak      |
| Avengers: Endgame                 | 2019   | Anthony et Joe Russo     | Christopher Markus, Stephen McFeely                                                             | Charles Wood                                   | Trent Opaloch        | Jeffrey Ford, Matthew Schmidt        | Alan Silvestri    |
| Spider-Man: Far From Home         | 2019   | Jon Watts                | Chris McKenna, Erik Sommers                                                                     | Tina Jones                                     | Matthew J. Lloyd     | Leigh Folsom Boyd, Dan Lebental      | Michael Giacchino |

##### Les films

###### Captain America: Civil War
Une mission des Avengers contre Crossbones en Afrique fait des victimes collatérales. En conséquence, les Nations unies décident de forcer les super-héros à signer les accords de Sokovie les plaçant sous leur surveillance. La décision de signer divise les Avengers, notamment Captain America et Tony Stark, dont la relation déjà tendue après l'affrontement contre Ultron va virer à la confrontation quand le Soldat de l'Hiver réapparait.

###### Doctor Strange
Steven Strange, un brillant chirurgien new-yorkais, perd sa dextérité après un violent accident de voiture. Prêt à tout pour retrouver l'usage de ses doigts, il dilapide sa fortune jusqu'à se retrouver aux portes de Kamar-Taj, un sanctuaire où il va apprendre la maîtrise des arts mystiques et se trouver une nouvelle place dans le monde.

###### Les Gardiens de la Galaxie Vol. 2
Tout en voyageant à travers l'univers, les Gardiens de la Galaxie aident Peter Quill à en apprendre plus sur sa famille. L'histoire se déroule quelques mois après Les Gardiens de la Galaxie.
En juillet 2014, la scénariste du premier volet Nicole Perlman déclare que James Gunn sera de retour pour scénariser et réaliser le film. Chris Pratt, qui incarne Peter Quill (Star-Lord) est confirmé pour revenir dans cette suite avec les autres Gardiens et de nouveaux personnages. Par exemple, l'acteur Kurt Russell et l'actrice Pom Klementieff rejoignent la distribution. En juin 2015, le titre du film se révèle être Les Gardiens de la Galaxie Vol. 2. Le tournage débute en février 2016 à Atlanta pour finir en juin de la même année. La sortie est programmée pour le 26 avril 2017.

###### Spider-Man: Homecoming
L'adolescent Peter Parker tente de concilier sa vie de lycéen avec sa vie de super-héros.

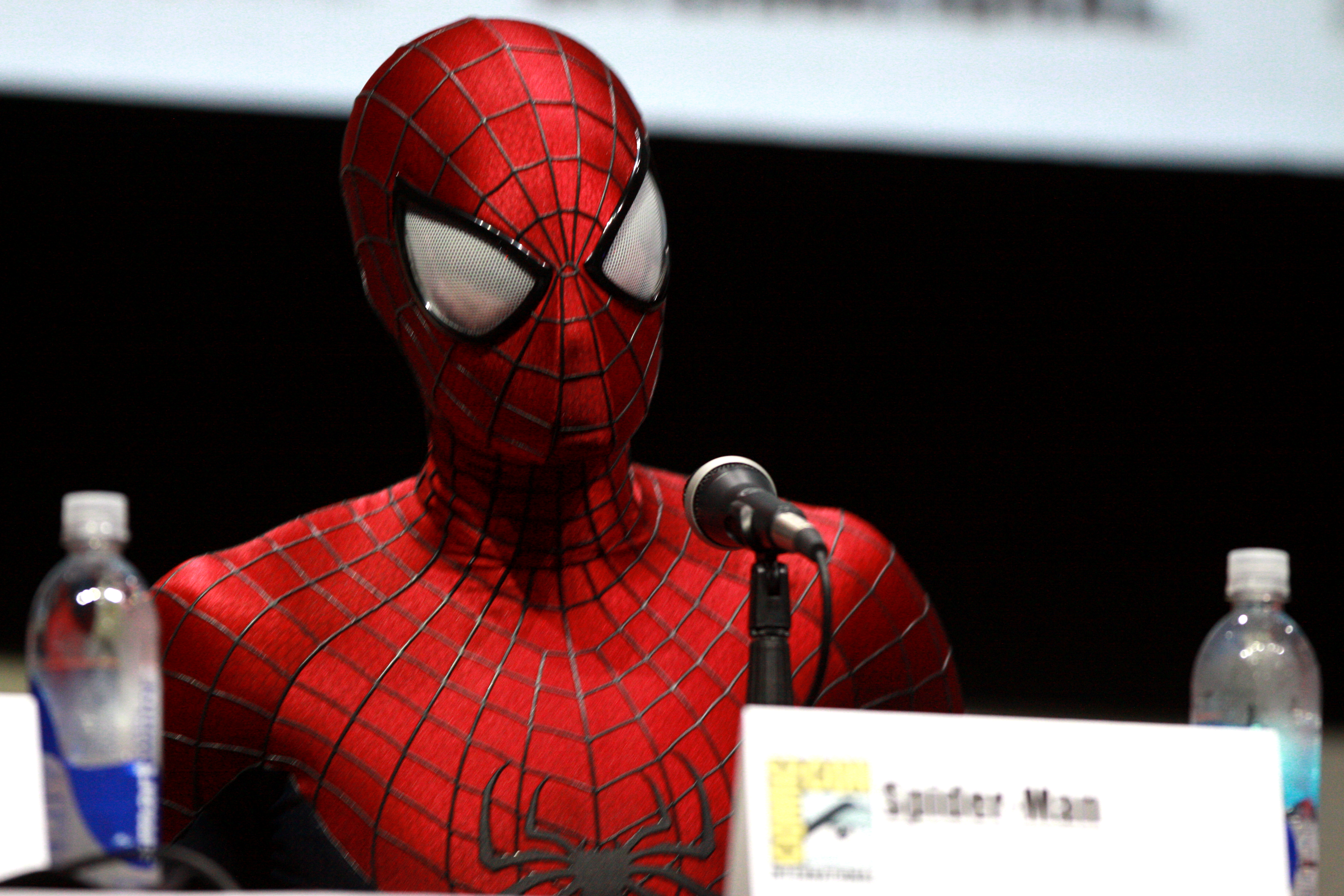
Spider-Man rejoint les super-héros de l'univers cinématographique Marvel en 2016 dans Captain America: Civil War. Le costume présenté ci-dessus (au Comic-Con) est celui d'Andrew Garfield dans The Amazing Spider-Man : Le Destin d'un héros.

Fruit d'un accord entre Sony Pictures et Marvel Studios dont les discussions débutent en octobre 2014, un nouveau film sur Spider-Man est annoncé en février 2015 pour rejoindre les films de l'univers cinématographique Marvel. Sony reste détenteur des droits, finance, distribue et garde un contrôle créatif dessus. En avril 2015, le président de Marvel Studios Kevin Feige confirme que l'histoire sera celle de Peter Parker une fois qu'il a reçu ses pouvoirs, et non pas l'histoire de l'obtention de ses pouvoirs. En juin 2015, Tom Holland et Jon Watts sont respectivement annoncés pour incarner Spider-Man et réaliser le film. Le mois suivant, les scénaristes John Francis Daley et Jonathan M. Goldstein se voient confier le scénario du film avant que d'autres scénaristes rejoignent le projet, comme le réalisateur lui-même ainsi que Christopher Ford, Chris McKenna et Erik Sommers. En avril 2016, le titre Spider-Man: Homecoming est adopté. Le tournage du film débute en juin de la même année à Atlanta, et sa date de sortie est fixée au 7 juin 2017. L'action du film se situe après celle de Captain America: Civil War. D'autres héros de l'univers cinématographique pourront faire des apparitions, comme Tony Stark, alias Iron Man.

###### Thor: Ragnarok
Après deux ans à parcourir l'univers à la recherche des Pierres d'Infinité, Thor retourne à Asgard où il trouve Loki régnant en maître alors que le démon Surtur se prépare pour le Ragnarok. La mort d'Odin libère Hela, déesse de la Mort, qui envoie Thor et Loki sur Sakaar, une planète perdue où le dieu du tonnerre se retrouve à combattre les gladiateurs du Grand maître.
En janvier 2014, Marvel Studios annonce une deuxième suite au film Thor. Les scénaristes Craig Kyle et Christopher Yost sont assignés au projet. Le film prend son titre Thor: Ragnarok en octobre 2014. Un an plus tard, Taika Waititi entre en négociations avec Marvel Studios pour réaliser le film. En décembre 2015, Stephany Folsom est chargée de réécrire le scénario. Les acteurs des deux films précédents, à savoir Chris Hemsworth, Tom Hiddleston, Anthony Hopkins et Idris Elba reprennent chacun le rôle qu'ils avaient auparavant, respectivement Thor, Loki, Odin et Heimdall. Cate Blanchett rejoint la distribution pour incarner Hela. La production commence en juillet 2016 dans les studios Village Roadshow Productions. La date de sortie est fixée au 3 novembre 2017.

###### Black Panther
Après les événements de Civil War, T'Challa retourne au Wakanda, nation africaine reculée et technologiquement avancée, pour servir son pays en tant que nouveau roi. Cependant, le pouvoir de T'Challa va bientôt être défié par des factions de son propre pays. Quand deux ennemis conspirent pour détruire le Wakanda, la Panthère noire doit s'allier à l'agent de la CIA Everett K. Ross et faire appel aux membres du Dora Milaje, les forces spéciales du Wakanda, pour éviter que le pays ne soit emporté dans un conflit mondial.

###### Avengers: Infinity War
Thanos, véritable instigateur de l'invasion ratée de la Terre dans Avengers, cherche à réunir les six Pierres d'Infinité pour accomplir son but suprême: détruire la moitié de la population de l'Univers et rétablir ainsi un certain équilibre. Dans sa quête les menant sur diverses planètes, le despote et ses enfants adoptifs Cull Obsidian, Ebony Maw, Proxima Midnight et Corvus Glaive font face aux Avengers, rejoint par le Docteur Strange, les Gardiens de la Galaxie et l'armée du Wakanda.
Le film est annoncé en octobre 2014 en tant qu'Avengers : Infinity War - partie 1 pour sortir le 4 mai 2018. En avril 2015, Marvel Studios annonce que Anthony et Joe Russo réaliseront le film et un mois plus tard, Stephen McFeely et Christopher Markus écriront le scénario,. En juillet 2016, le titre est raccourci en Avengers: Infinity War. Ce film et le prochain Avengers débuteront leur tournage en novembre 2016 pour finir en juin 2017.
L'idée d'Infinity War est née dès les premiers films avec les pierres d'infinité :
- le Tesseract (Pierre de l'Espace) dans Captain America: First Avenger,
- le Sceptre de Loki dans Thor, (Pierre de l'Esprit dans Avengers - portée par Vision),
- l'Éther (Pierre de Réalité) dans Thor : Le Monde des ténèbres,
- l'Orbe (Pierre du Pouvoir) dans Les Gardiens de la Galaxie,
- l'Œil d'Agamotto (Pierre du Temps) dans Docteur Strange[82],[83].

De plus, le Gant de l'Infini est apparu brièvement dans Thor et dans Avengers : l'Ère d'Ultron.

###### Ant-Man et la Guêpe
À la suite des événements survenus en Allemagne aux côtés de Captain America, Scott Lang doit encore rester cloîtré chez lui à San Francisco jusqu'à la fin de son assignation à résidence de deux ans qui doit se terminer dans trois jours. En parallèle, il tente de gérer l'entreprise qu'il vient de créer avec son ami Luis et d'assumer ses responsabilités de père envers sa fille Cassie. Sa situation se complique après un étrange rêve très réaliste le mettant en scène dans la dimension subatomique, puis dans le corps d'une femme jouant à cache-cache avec sa fille. Après en avoir fait part au Dr Henry « Hank » Pym, en fuite pour être complice de Lang et non-respect des Accords de Sokovie, ce dernier envoie sa fille Hope van Dyne enlever discrètement Scott. Celui-ci apprend alors que Pym a secrètement construit un tunnel quantique pour retourner dans la dimension subatomique, où s'est fait piéger sa compagne Janet, 30 ans auparavant, en stoppant un missile nucléaire qui menaçait des millions d'Américains. Janet aurait transmis sa position à Scott. Cependant, de nouveaux ennemis convoitent aussi l'invention de Pym, ce qui contraint Scott à remettre son costume d'Ant-Man pour se battre aux côtés de la Guêpe.
Cette suite de Ant-Man a été annoncée en octobre 2015 pour une sortie le 6 juillet 2018. En novembre, Peyton Reed confirme qu'il réalisera le film et Paul Rudd et Evangeline Lilly reprendront aussi leurs rôles de Scott Lang (Ant-Man) et de Hop van Dyne (La Guêpe). Un mois plus tard, Andrew Barrer, Gabriel Ferrari, et Paul Rudd sont chargés d'écrire le scénario. Le tournage débute en juin 2017.

###### Captain Marvel
En 1995, Vers, une guerrière Kree, est capturée lors d'un raid sur un camp envahi par les Skrulls, une race extraterrestre métamorphe. En fouillant dans la mémoire de Vers, les Skrulls ramènent à la surface des souvenirs perdus : son véritable nom est Carol Danvers, née sur Terre et maîtrisant l'énergie qu'elle a absorbé lors de l'explosion d'un moteur Kree surpuissant.
En mai 2013, The Hollywood Reporter rapporte que Marvel Studios détient un scénario pour Miss Marvel. En octobre 2014, Marvel dévoile le titre du film : Captain Marvel. Il sera centré sur Carol Danvers. En avril 2015, Nicole Perlman et Meg LeFauve sont annoncés en tant que scénaristes. En 2016, au San Diego Comic-Con, Brie Larson est confirmée pour le rôle de Carol Danvers. Le film doit sortir le 8 mars 2019.

###### Avengers: Endgame
Les Avengers ont échoué à arrêter Thanos et la moitié de la vie dans l'univers a disparu d'un claquement de doigts. Quand ils retrouvent le Titan fou, il s'est déjà assuré de faire disparaitre les Pierres d'Infinité. Cinq ans plus tard, alors que le monde ne s'est toujours pas remis de la décimation, l'équipe se reforme quand Scott Lang, sorti de l'univers quantique, évoque la possibilité de remonter dans le temps pour récupérer les Pierres dans le passé et faire revenir les disparus.
Annoncé en octobre 2014 en tant que seconde partie d'Avengers: Infinity War, le film doit sortir le 24 avril 2019. En avril 2015, Anthony et Joe Russo sont confirmés pour réaliser le film. Le scénario revient quant à lui à Christopher Markus et Stephen McFeely. En juillet 2016, Marvel Studios annonce que le film ne sera pas simplement une seconde partie d'Avengers: Infinity War.

###### Spider-Man: Far From Home
Voulant oublier un temps le poids de ses responsabilités après la mort de Tony Stark, Peter Parker part en voyage à travers l'Europe avec sa classe et au cours du trajet, il est approché par Nick Fury pour ce qui semble être une nouvelle menace du multivers.
Jon Watts reprend le poste de réalisateur. Le 19 avril 2019, Kevin Feige précise que la phase III se conclura avec Spider-Man: Far From Home et non Avengers: Endgame.

### La Saga du Multivers

Logo original de La Saga du Multivers

Les films de la quatrième à la sixième phase forment collectivement un cycle connu sous le nom de « The Multiverse Saga (La Saga du Multivers) », du nom du concept introduit à partir de la phase 4, le multivers. L'enjeu principal y est alors de voir cohabiter plusieurs univers Marvel différents. L'antagoniste principal du cycle est Kang le Conquérant, un super-vilain qui possède plusieurs versions alternatives de lui-même (appelés "Variants") et qui souhaitent conquérir et contrôler l'ensemble du multivers.

#### Phase 4

##### Développement et prémices

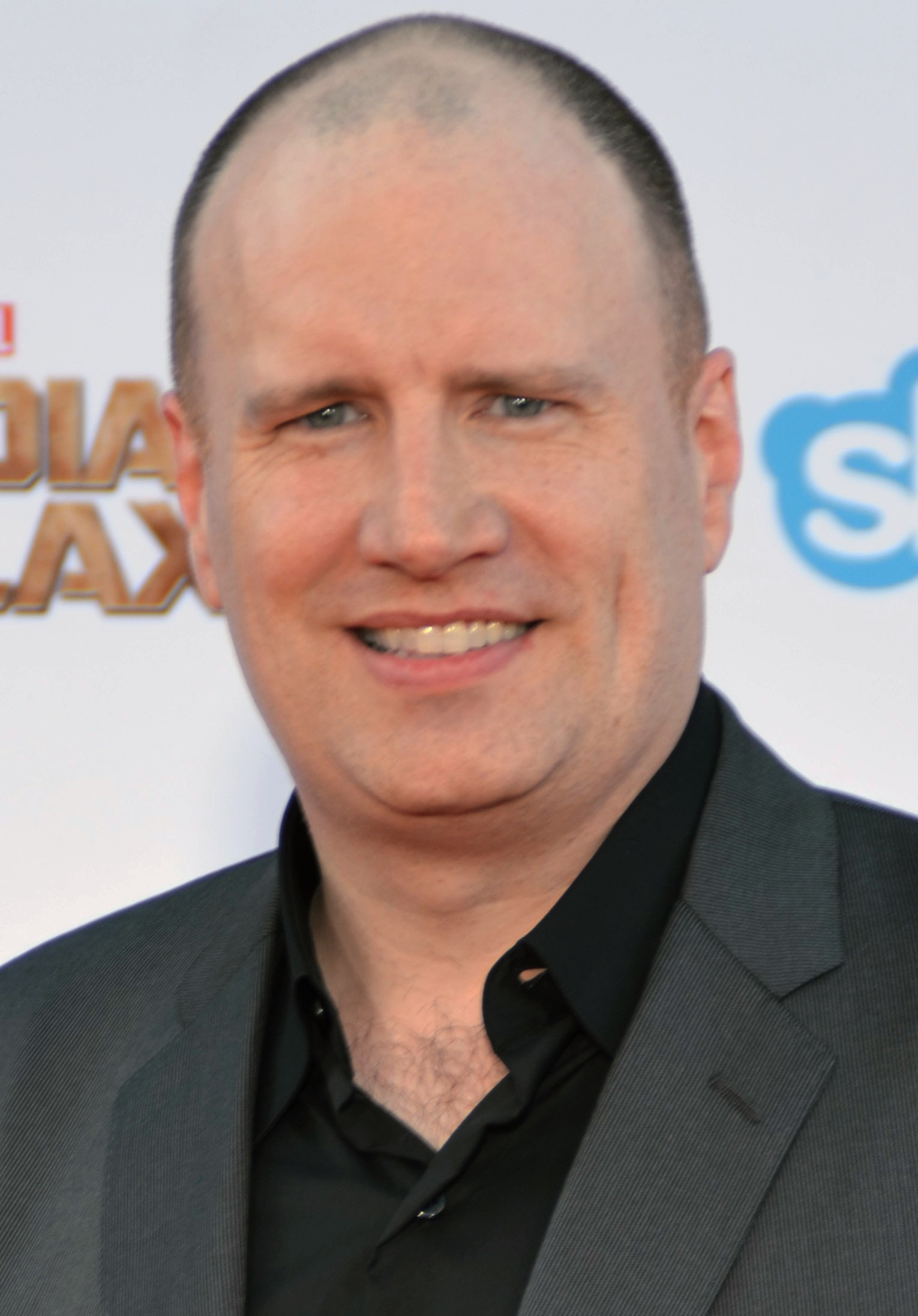
Kevin Feige, président de Marvel Studios et producteur de chaque film.

Lors de la présentation de la phase III, trois films étaient annoncés pour 2020, même s'ils ne disposent pas de titre. De plus, des scénarios existent déjà pour des films jusqu'en 2021 et des ébauches de scénarios supplémentaires peuvent faire durer la franchise jusqu'en 2028. En octobre 2014, Kevin Feige déclare ne pas vouloir dévoiler l'intrigue ou les personnages qui pourraient être ceux d'une quatrième phase. En avril 2016, il ajoute que le studio ne travaille actuellement que sur les films planifiés jusqu'en 2019, même s'il laisse entrevoir la possibilité qu'un troisième film centré sur les Gardiens de la Galaxie puisse voir le jour.
En 2006, le scénariste Andrew W. Marlowe est chargé d'écrire un scénario pour le personnage de Nick Fury. Un film adapté de Les Fugitifs est certainement prévu, puisque le dessinateur Brian K. Vaughan a été engagé pour en écrire le scénario dès 2008 et en 2010, Marvel emploie le réalisateur Peter Sollet et le scénariste Drew Pearce. Cependant, le film aurait été abandonné pour laisser sa place à Avengers, d'après une déclaration de Drew Pearce en 2013. En 2014, lorsque la troisième phase de l'univers cinématographique est annoncée, Kevin Feige annonce que le film, ou du moins une adaptation des comics est toujours prévue. Finalement, en août 2016, le projet est confié au service de vidéo en flux américain Hulu afin d'être l'objet d'une série télévisée. Depuis 2013, un film sur les Inhumains (apparus dans la saison 2 de Marvel : Les Agents du S.H.I.E.L.D.) est planifié par Marvel Studios pour une sortie en 2019, lors de la troisième phase. Le scénariste Joe Robert Cole est assigné au projet en août 2014. Cependant, en octobre 2015, le scénariste n'est plus impliqué dans le film et tout ce qu'il a écrit ne sera pas utilisé pour le scénario final. En avril 2016, le film est retiré du calendrier de sortie et repoussé pour une date ultérieure. Trois mois plus tard, Kevin Feige dit que le film serait plutôt l'un de ceux prévus à partir de 2020. La même année, le journal The Hollywood Reporter déclare que Marvel détient un scénario pour le personnage de Blade. En juillet 2015, Wesley Snipes, qui incarnait déjà le personnage dans une trilogie dévoile entretenir une discussion avec Marvel Studios pour reprendre son rôle. Black Widow devrait également avoir droit à un film la mettant en scène, selon des paroles de Kevin Feige de février 2014 rapportant qu'après le dévoilement du passé du personnage dans le second volet des Avengers, Marvel a développé des idées pour ce film. En 2016, Marvel est définitivement favorable à l'idée de sortir un film sur Black Widow.

##### Annonce
Kevin Feige présente le contenu de la phase IV lors du Comic-con de San Diego de juillet 2019, présentant cinq films liés aux cinq mini-séries prévues pour la plateforme Disney+ : Loki, Falcon et le Soldat de l'hiver, WandaVision, Hawkeye et What If...?.
Après une première renégociation qui échoue en août 2019, Marvel Studios et Sony Pictures ont publié un communiqué de presse commun un mois plus tard annonçant le renouvellement de leur partenariat et confirmant donc un Spider Man 3 pour décembre 2021 toujours avec Tom Holland et en plus une apparition dans un futur film non communiqué.

##### Fiche technique
| Film                                        | Sortie | Réalisation           | Scénario                                                     | Décors          | Photographie    | Montage                                           | Musique           |
| ------------------------------------------- | ------ | --------------------- | ------------------------------------------------------------ | --------------- | --------------- | ------------------------------------------------- | ----------------- |
| Black Widow                                 | 2021   | Cate Shortland        | Jac Schaeffer                                                | Charles Wood    | Rob Hardy       | Leigh Folsom Boyd, Matthew Schmidt                | Lorne Balfe       |
| Shang-Chi et la Légende des Dix Anneaux     | 2021   | Destin Daniel Cretton | Dave Callaham, Destin Daniel Cretton, Andrew Lanham          | Sue Chang       | Bill Pope       | Elisabet Ronaldsdóttir, Nat Sanders               | Steve C. Aaron    |
| Les Éternels                                | 2021   | Chloé Zhao            | Matthew K. Firpo, Ryan Firpo, Chloé Zhao et Patrick Burleigh | Pancho Chamorro | Ben Davis       | Dylan Tiechnor                                    | Ramin Djawadi     |
| Spider-Man: No Way Home                     | 2021   | Jon Watts             | Chris McKenna et Erik Sommers                                | Darren Gilford  | Seamus McGarvey | Leigh Folsom Boyd et Jeffrey Ford                 | Michael Giacchino |
| Doctor Strange in the Multiverse of Madness | 2022   | Sam Raimi             | Michael Waldron                                              | Charles Wood    | John Mathieson  | Bob Murawski                                      | Danny Elfman      |
| Thor: Love and Thunder                      | 2022   | Taika Waititi         | Taika Waititi, Jennifer Kaytin Robinson                      | Nigel Phelps    | Shawn Maurer    | Maryann Brandon                                   | Michael Giacchino |
| Black Panther: Wakanda Forever              | 2022   | Ryan Coogler          | Ryan Coogler et Joe Robert Cole                              | Hannah Beachler | Autumn Durald   | Jennifer Lame, Kelley Dixon et Michael P. Shawyer | Ludwig Göransson  |

##### Les films

###### Black Widow
Pendant sa cavale entre l'affrontement en Allemagne et la guerre pour les Pierres de l'Infini, Natasha Romanoff est attaquée par Taskmaster, qui semble être intéressé par le contenu d'une mystérieuse valise envoyée à Natasha. Dans son enquête, elle recroise la route de Yelena Belova, une autre femme élevée comme sa sœur au sein du programme Black Widow, et apprend que le programme qui les a formé est toujours actif.

###### Shang-Chi et la Légende des Dix Anneaux
Quelques mois après la fin de l'Éclipse, Shang-Chi vit sous un faux nom à San Francisco et a laissé derrière lui son passé : entrainé par son père, le guerrier millénaire Xu Wenwu, à une grande maîtrise des arts martiaux, il lui a tourné le dos quand la mort de sa femme l'a fait sombrer dans une folie meurtrière. Il retourne auprès de lui quand des membres des Dix Anneaux, la secte guerrière menée par son père, vient l'attaquer.

###### Les Éternels
Au commencement du temps, les Célestes ont créé les Éternels pour combattre les Déviants, des êtres tueurs devenus trop dangereux pour la vie des planètes. Plusieurs millénaires après que les derniers Déviants sont tués, les Éternels vivent sur Terre et mènent une vie simple parmi les humains. Quand un nouveau Déviant apparaît, ils doivent se réunir.

###### Spider-Man: No Way Home
Quand l'identité secrète de Spider-Man est révélée au monde entier et qu'il est recherché pour meurtre, Peter Parker ne trouve comme solution que de demander de l'aide au Dr Strange. Le sort d'oubli échoue et des ennemis des Spider-Man d'autres réalités arrivent pour l'affronter.

###### Doctor Strange in the Multiverse of Madness
Devant le danger d'un multivers instable, le Dr Strange demande l'aide de Wanda Maximoff mais découvre qu'elle a basculé dans la folie et cherche à voyager entre les réalités pour retrouver ses deux enfants, en utilisant le pouvoir d'un être unique dans le multivers : America Chavez.

###### Thor: Love and Thunder
Après la bataille pour la Terre, Thor a suivi les Gardiens de la Galaxie, réfléchissant à sa vie de héros. Il doit redevenir le protecteur de New Asgard quand Gorr le Boucher des Dieux cible tous les dieux de l'Univers, et qu'à sa grande surprise, Jane Foster peut utiliser les pouvoirs de Mjolnir.

###### Black Panther: Wakanda Forever
Après la bataille pour la Terre, T'challa meurt d'une maladie incurable sans l'herbe-cœur détruite par Killmonger. Un an plus tard, la reine Ramonda découvre que les autres pays recherchent d'autres sources de vibranium, mais lors d'une fouille sous-marine, ils découvrent l'existence d'un peuple mutant sous-marin, mené par Namor et bénéficiant aussi des pouvoirs du vibranium, et que celui-ci vise le Wakanda déjà affaibli.

#### Phase 5

##### Fiche technique
| Film                              | Sortie | Réalisation   | Scénario                                                        | Décors       | Photographie        | Montage                           | Musique         |
| --------------------------------- | ------ | ------------- | --------------------------------------------------------------- | ------------ | ------------------- | --------------------------------- | --------------- |
| Ant-Man et la Guêpe : Quantumania | 2023   | Peyton Reed   | Jeff Loveness                                                   | Will Htay    | Bill Pope           | Adam Gerstel et Laura Jennings    | Christophe Beck |
| Les Gardiens de la Galaxie Vol. 3 | 2023   | James Gunn    | James Gunn                                                      | Beth Mickle  | Henry Braham        | Craig Wood                        | John Murphy     |
| The Marvels                       | 2023   | Nia DaCosta   | Megan McDonnell, Elissa Karasik et Nia DaCosta                  | Cara Brower  | Sean Bobbitt        | Catrin Hedström et Evan Schiff    | Laura Karpman   |
| Deadpool et Wolverine             | 2024   | Shawn Levy    | Rhett Reese, Paul Wernick, Zeb Wells, Ryan Reynolds, Shawn Levy | Naomi Moore  | George Richmond     | Dean Zimmerman et Shane Reid      | Rob Simonsen    |
| Captain America: Brave New World  | 2025   | Julius Onah   | Malcolm Spellman, Dalan Musson et Julius Onah                   | Ramsey Avery | Kramer Morgenthau   | Matthew Schmidt                   | Laura Karpman   |
| Thunderbolts*                     | 2025   | Jake Schreier | Lee Sung-jin, Eric Pearson et Joanna Calo                       | Grace Yun    | Andrew Droz Palermo | Angela M. Catanzaro et Harry Yoon | Son Lux         |

##### Les films

###### Ant-Man et la Guêpe: Quantumania
Depuis la bataille de la Terre, Scott Lang et Hope Pym sont devenus célèbres. À la suite d'un incident avec un appareil quantique, Scott, Hope, Hank Pym, Janet van Dyne et Cassie, la fille de Scott, sont happés dans le Royaume quantique et vont découvrir un des secrets de Janet : dans cette dimension se cache Kang le Conquérant, l'un des individus les plus dangereux du multivers.

###### Les Gardiens de la Galaxie Vol. 3
Depuis l'astéroïde Knowhere, les Gardiens de la Galaxie veillent quand ils sont attaqués par Adam Warlock. Rocket est grièvement blessé et Quill se charge de chercher un moyen de le soigner en fouillant le passé de l'animal et découvrant qu'il a été créé par le Maître de l'évolution, un généticien obsédé par la création d'une société utopique et à la tête de la Contre-Terre, une planète double de la Terre peuplée par les créations du Maître.

###### The Marvels
Depuis que Captain Marvel a détruit l'Intelligence suprême, les Kree sont entrés en guerre civile et leur planète Hala se meurt. Dar-Benn, une Kree, retrouve un bracelet dont les pouvoirs peuvent lui permettre d'ouvrir des portails dimensionnels qui apportent ressources à la planète, mais provoque des perturbations dans les pouvoirs de Captain Marvel, Monica Rambeau et Kamala Khan.

###### Deadpool et Wolverine
Dans sa dimension, Wade Wilson a tourné la page de sa vie de mercenaire, jusqu'à ce qu'il soit emmené par le Tribunal des Variations Anachroniques, une organisation inter-dimensionnelle et hors du temps, qui lui propose de rejoindre la Terre-199999, mais il préfère sauver sa propre réalité en cherchant un nouvel « Agglomérateur » , un individu indispensable à la survie de son univers, un variant de Wolverine.

###### Captain America: Brave New World
Alors que les puissances mondiales cherchent un accord autour de l'adamantium découvert dans les restes d'un Céleste, Sam Wilson, devenu le nouveau Captain America, doit empêcher une organisation terroriste de s'en emparer et prévenir l'éclatement d'un conflit mondial.

###### Thunderbolts*
Yelena Belova, lassée de sa vie de mercenaire, cherche à tourner la page. Sa commanditaire, Valentina Allegra de Fontaine, l'envoie pour une dernière mission où elle se retrouve dans un piège où elle doit affronter Ava Starr, Taskmaster et John Walker. Rejoints par Bucky Barnes et Red Guardian, ils vont s'unir contre la directrice de la CIA et révéler au monde son plus grand secret : Bob, le dernier survivant des expériences du projet Sentry.

#### Phase 6

##### Fiche technique
| Film                            | Sortie | Réalisation           | Scénario                           | Décors         | Photographie        | Montage                  | Musique           |
| ------------------------------- | ------ | --------------------- | ---------------------------------- | -------------- | ------------------- | ------------------------ | ----------------- |
| The Fantastic Four: First Steps | 2025   | Matt Shakman          | Josh Friedman et Cameron Squires   | Kasra Farahani | Jess Hall           | Nona Khodai et Tim Roche | Michael Giacchino |
| Spider-Man: Brand New Day       | 2026   | Destin Daniel Cretton | Chris McKenna et Erik Sommers      | NC             | Brett Pawlak        | Nat Sanders              | NC                |
| Avengers: Doomsday              | 2026   | Anthony et Joe Russo  | Stephen McFeely et Michael Waldron | Gavin Bocquet  | Newton Thomas Sigel | Jeffrey Ford             | Alan Silvestri    |
| Avengers: Secret Wars           | 2027   | Anthony et Joe Russo  | Stephen McFeely et Michael Waldron | NC             | NC                  | NC                       | Alan Silvestri    |

##### Les films

###### Les Quatre Fantastiques: Premiers pas
Lors d'une mission spatiale expérimentale, Reed Richards, Sue Storm, Johnny Storm et Ben Grimm acquièrent des pouvoirs surhumains qui changent leur vie à jamais. Alors qu'ils apprennent à maîtriser leurs capacités, ils sont confrontés à une menace cosmique sans précédent : Galactus, le Dévoreur de Mondes, et son héraut, la Surfeuse d'Argent, qui cherchent à détruire la Terre pour satisfaire la faim insatiable de Galactus. Les Quatre Fantastiques doivent protéger leur planète et leur famille, notamment le nouveau-né Franklin, doté de pouvoirs exceptionnels qui pourraient changer le cours de l'histoire.

###### Spider-Man: Brand New Day
Après avoir décidé de mettre de côté sa carrière de super-héros, Peter Parker tente de se concentrer sur ses études et sa vie quotidienne. Mais lorsqu'une force mystérieuse commence à menacer ses proches, il est forcé de reprendre son costume de Spider-Man et de faire équipe avec des alliés inattendus pour protéger ceux qu'il aime. Alors que le monde a oublié son identité secrète, Peter doit naviguer dans un paysage complexe de menaces et de responsabilités, et redéfinir ce que signifie être un héros pour lui-même.

###### Avengers: Doomsday
Face à la menace la plus dévastatrice qu'ils aient jamais connue, les plus grands héros du multivers doivent mettre de côté leurs différences et s'unir pour affronter un ennemi commun : le Docteur Doom. Les Avengers, les Wakandais, les Quatre Fantastiques, les New Avengers et les X-Men forment une alliance sans précédent pour stopper les plans diaboliques de Doom et sauver le monde de la destruction. Avec leurs pouvoirs et leurs compétences combinés, ces héros devront faire face à leur adversaire le plus redoutable et déterminer le sort de l'humanité.

### Projets
A chaque moment de la production, Marvel Studios s'assure d'avoir des sorties de films prévus dans les cinq à six années à venir. En avril 2014, les intrigues étaient prévues jusqu'en 2028, avec, en avril 2022, des films liés au MCU prévus pour une sortie en 2032. En juillet 2024, Marvel Studios a des idées pour des projets jusqu'en 2029 même si Feige souligne qu'elles peuvent être modifiées si besoin. Disney a programmé des dates de sortie pour des films Marvel Studios non annoncés les 23 juillet et 5 novembre 2027, et le 18 février, le 5 mai et le 10 novembre 2028.

#### Blade
En mai 2013, Marvel Studios avait un scénario de travail pour un nouveau film Blade après avoir récupéré les droits après la série de films précédente de New Line Cinema. En février 2019, Mahershala Ali a contacté Marvel Studios pour jouer dans un nouveau film après avoir précédemment interprété Cornell "Cottonmouth" Stokes dans Luke Cage de Marvel Television ; Kevin Feige a officiellement annoncé le film avec Ali en juillet dans le rôle-titre au Comic-Con de San Diego. Ali a d'abord eu un caméo vocal non crédité en tant que Blade dans Eternals (2021). En 2021, Stacy Osei-Kuffour a été embauchée pour écrire le film en février tandis que Bassam Tariq avait été embauché pour réaliser en septembre. Le tournage devait commencer en octobre 2022, aux studios Tyler Perry à Atlanta, en Géorgie, et se dérouler également à la Nouvelle-Orléans, à Cleveland et au Maroc. Blade devait sortir le 3 novembre 2023.
Le 28 septembre 2022, Bassam Tariq quitte son poste de réalisateur du film. Deux semaines plus tard, Marvel Studios annonce que la sortie de Blade est repoussée d'un an, au 6 septembre 2024. Yann Demange est finalement engagé à la réalisation en novembre 2022, et Michael Starrbury est chargé de réécrire le script. Le 12 juin 2024, Marvel annonce que Demange a à son tour quitté le projet. Le 22 octobre 2024, Disney supprime Blade de son calendrier de sortie et le remplace par Predator: Badlands.

#### Armor Wars
En décembre 2020, Marvel Studios annonce une mini-série Armor Wars pour Disney+ basée sur l'arc de comics éponyme, avec Don Cheadle reprenant son rôle de James Rhodes / War Machine. En août 2021, Yassir Lester est engagé comme scénariste en chef de la série. En septembre 2022, Marvel Studios décide de retravailler la série pour en faire un film, Cheadle et Lester restant attachés au projet. Le tournage était prévu pour commencer au début 2023,, aux Trilith Studios à Atlanta.
L'intrigue d'Armor Wars fera suite aux événements de Secret Invasion (2023). Walton Goggins a été annoncé, reprenant son rôle de Sonny Burch, qu'il tenait dans Ant-Man et la Guêpe (2018).

#### Black Panther 3
En novembre 2022, Ryan Coogler et Kevin Feige discutent d'un possible troisième film Black Panther. Deux ans plus tard, Coogler a des discussions avec Denzel Washington pour un rôle dans un tel projet. Le producteur Marvel Studios Nate Moore – dont le contrat se termine en mars 2025 – prolonge son contrat pour produire le film avec Marvel Studios.

#### Shang-Chi 2
En décembre 2021, une suite à Shang-Chi et la Légende des Dix Anneaux (2021) est en développement, avec Destin Daniel Cretton de retour à l'écriture et la réalisation. Simu Liu est confirmé pour reprendre le rôle titre le mois suivant. Le tournage doit commencer en mars 2025.

#### Film X-Men
Au San Diego Comic-Con de juillet 2019, Kevin Feige annonce que les mutants pourraient un jour être introduits dans le MCU, ce qui rendrait possible un film X-Men attaché à l'univers partagé,, et affirme que ces monts sont interchangeables et que la version du MCU pourrait différer de celle de la saga de films produits par la 20th Century Fox. En septembre 2023, Marvel Studios était en pourparlers avec des scénaristes pour un film X-Men plus tard dans l'année et Michael Lesslie est entré en négociations pour écrire le film en mai 2024.

#### Autres projets
Marvel Studios est associé à un projet inconnu avec Scarlett Johansson, qui ne serait que productrice. Le projet était toujours au stade du développement à la mi-juin 2023, au moment de la grève des scénaristes.
Le 20 juillet 2025, Kevin Feige annonce une nouvelle saga pour le MCU jusqu'en 2032, avec un focus sur les mutants et une production réduite mais de qualité, incluant des films comme X-Men et potentiellement un troisième Black Panther et un film X-Force avec Deadpool. Cette nouvelle saga suivra un "reset" après Avengers: Secret Wars, qui unifiera la chronologie du MCU.

## Les courts métrages
Sauf indication contraire, les informations mentionnées dans cette section peuvent être confirmées par la base de données cinématographiques IMDb,  présente dans la section « Liens externes ».
Les éditions uniques Marvel sont une série de cinq courts-métrages, disponibles en bonus sur les éditions Blu-ray des premiers films, ainsi que sur le service de streaming DisneyPlus.
| Titre                                                  | Sortie | Réalisateur      | Scénario     | Inclus avec le Blu-ray de      |
| ------------------------------------------------------ | ------ | ---------------- | ------------ | ------------------------------ |
| Le consultant                                          | 2011   | Leythum          | Eric Pearson | Thor                           |
| Une drôle d'histoire en allant voir le marteau de Thor | 2011   | Leythum          | Eric Pearson | Captain America: First Avenger |
| no 47                                                  | 2013   | Louis D'Esposito | Eric Pearson | Avengers                       |
| Agent Carter                                           | 2013   | Louis D'Esposito | Eric Pearson | Iron Man 3                     |
| Longue Vie au Roi                                      | 2013   | Drew Pearce      | Drew Pearce  | Thor : Le Monde des ténèbres   |

## Distribution et personnages

### Personnages
|  | Présent        |
|  | Absent         |
|  | Post-générique |
|  | Scènes coupées |
|  | Autre          |

 Sauf indication contraire, les informations mentionnées dans cette section peuvent être confirmées par la base de données cinématographiques IMDb,  présente dans la section « Liens externes ».
| Iron Man                                    |       |                   |  |       |  |  |  |  |       |  |  |                   |                   |  |  |       |       |       |       |  |  |  |  |  |  |  |  |       |  |  |  |  |       |  |  |  |  |  |  |  |  |  |  |  |  |  |  |  |  |  |  |  |  |  |  |
| L'incroyable Hulk                           |       |                   |  |       |  |  |  |  |       |  |  |                   |                   |  |  |       |       |       |       |  |  |  |  |  |  |  |  |       |  |  |  |  |       |  |  |  |  |  |  |  |  |  |  |  |  |  |  |  |  |  |  |  |  |  |  |
| Iron Man 2                                  |       |                   |  |       |  |  |  |  |       |  |  |                   |                   |  |  |       |       |       |       |  |  |  |  |  |  |  |  |       |  |  |  |  |       |  |  |  |  |  |  |  |  |  |  |  |  |  |  |  |  |  |  |  |  |  |  |
| Thor                                        |       |                   |  |       |  |  |  |  |       |  |  |                   |                   |  |  |       |       |       |       |  |  |  |  |  |  |  |  |       |  |  |  |  |       |  |  |  |  |  |  |  |  |  |  |  |  |  |  |  |  |  |  |  |  |  |  |
| Captain America: First Avenger              |       |                   |  |       |  |  |  |  |       |  |  |                   |                   |  |  |       |       |       |       |  |  |  |  |  |  |  |  |       |  |  |  |  |       |  |  |  |  |  |  |  |  |  |  |  |  |  |  |  |  |  |  |  |  |  |  |
| Avengers                                    |       |                   |  |       |  |  |  |  | photo |  |  |                   |                   |  |  |       |       |       |       |  |  |  |  |  |  |  |  |       |  |  |  |  |       |  |  |  |  |  |  |  |  |  |  |  |  |  |  |  |  |  |  |  |  |  |  |
| Iron Man 3                                  |       |                   |  |       |  |  |  |  |       |  |  |                   |                   |  |  |       |       |       |       |  |  |  |  |  |  |  |  |       |  |  |  |  |       |  |  |  |  |  |  |  |  |  |  |  |  |  |  |  |  |  |  |  |  |  |  |
| Thor : Le Monde des ténèbres                |       |                   |  | caméo |  |  |  |  |       |  |  |                   |                   |  |  |       |       |       |       |  |  |  |  |  |  |  |  |       |  |  |  |  |       |  |  |  |  |  |  |  |  |  |  |  |  |  |  |  |  |  |  |  |  |  |  |
| Captain America : Le Soldat de l'hiver      |       |                   |  |       |  |  |  |  |       |  |  |                   |                   |  |  |       |       |       |       |  |  |  |  |  |  |  |  |       |  |  |  |  |       |  |  |  |  |  |  |  |  |  |  |  |  |  |  |  |  |  |  |  |  |  |  |
| Les Gardiens de la Galaxie                  |       |                   |  |       |  |  |  |  |       |  |  |                   |                   |  |  |       |       |       |       |  |  |  |  |  |  |  |  |       |  |  |  |  |       |  |  |  |  |  |  |  |  |  |  |  |  |  |  |  |  |  |  |  |  |  |  |
| Avengers : L'Ère d'Ultron                   |       |                   |  |       |  |  |  |  |       |  |  |                   |                   |  |  |       |       |       |       |  |  |  |  |  |  |  |  |       |  |  |  |  |       |  |  |  |  |  |  |  |  |  |  |  |  |  |  |  |  |  |  |  |  |  |  |
| Ant-Man                                     |       |                   |  |       |  |  |  |  |       |  |  |                   |                   |  |  |       |       |       |       |  |  |  |  |  |  |  |  |       |  |  |  |  |       |  |  |  |  |  |  |  |  |  |  |  |  |  |  |  |  |  |  |  |  |  |  |
| Captain America: Civil War                  |       |                   |  |       |  |  |  |  |       |  |  | images d'archives |                   |  |  |       |       |       |       |  |  |  |  |  |  |  |  |       |  |  |  |  |       |  |  |  |  |  |  |  |  |  |  |  |  |  |  |  |  |  |  |  |  |  |  |
| Doctor Strange                              |       |                   |  |       |  |  |  |  |       |  |  |                   |                   |  |  |       |       |       |       |  |  |  |  |  |  |  |  |       |  |  |  |  |       |  |  |  |  |  |  |  |  |  |  |  |  |  |  |  |  |  |  |  |  |  |  |
| Les Gardiens de la Galaxie Vol. 2           |       |                   |  |       |  |  |  |  |       |  |  |                   |                   |  |  |       |       |       |       |  |  |  |  |  |  |  |  |       |  |  |  |  |       |  |  |  |  |  |  |  |  |  |  |  |  |  |  |  |  |  |  |  |  |  |  |
| Spider-Man: Homecoming                      |       |                   |  |       |  |  |  |  |       |  |  |                   | vidéo             |  |  | vidéo | vidéo | vidéo | vidéo |  |  |  |  |  |  |  |  | vidéo |  |  |  |  | vidéo |  |  |  |  |  |  |  |  |  |  |  |  |  |  |  |  |  |  |  |  |  |  |
| Thor: Ragnarok                              |       |                   |  |       |  |  |  |  |       |  |  |                   | images d'archives |  |  |       |       |       |       |  |  |  |  |  |  |  |  |       |  |  |  |  |       |  |  |  |  |  |  |  |  |  |  |  |  |  |  |  |  |  |  |  |  |  |  |
| Black Panther                               |       |                   |  |       |  |  |  |  |       |  |  |                   |                   |  |  |       |       |       |       |  |  |  |  |  |  |  |  |       |  |  |  |  |       |  |  |  |  |  |  |  |  |  |  |  |  |  |  |  |  |  |  |  |  |  |  |
| Avengers: Infinity War                      |       |                   |  |       |  |  |  |  |       |  |  |                   |                   |  |  |       |       |       |       |  |  |  |  |  |  |  |  |       |  |  |  |  |       |  |  |  |  |  |  |  |  |  |  |  |  |  |  |  |  |  |  |  |  |  |  |
| Ant-Man et la Guêpe                         |       |                   |  |       |  |  |  |  |       |  |  |                   |                   |  |  |       |       |       |       |  |  |  |  |  |  |  |  |       |  |  |  |  |       |  |  |  |  |  |  |  |  |  |  |  |  |  |  |  |  |  |  |  |  |  |  |
| Captain Marvel                              |       |                   |  |       |  |  |  |  |       |  |  |                   |                   |  |  |       |       |       |       |  |  |  |  |  |  |  |  |       |  |  |  |  |       |  |  |  |  |  |  |  |  |  |  |  |  |  |  |  |  |  |  |  |  |  |  |
| Avengers: Endgame                           |       |                   |  |       |  |  |  |  |       |  |  |                   |                   |  |  |       |       |       |       |  |  |  |  |  |  |  |  |       |  |  |  |  |       |  |  |  |  |  |  |  |  |  |  |  |  |  |  |  |  |  |  |  |  |  |  |
| Spider-Man: Far From Home                   |       | images d'archives |  |       |  |  |  |  |       |  |  |                   |                   |  |  |       |       |       |       |  |  |  |  |  |  |  |  |       |  |  |  |  |       |  |  |  |  |  |  |  |  |  |  |  |  |  |  |  |  |  |  |  |  |  |  |
| Black Widow                                 |       |                   |  |       |  |  |  |  |       |  |  |                   |                   |  |  |       |       |       |       |  |  |  |  |  |  |  |  |       |  |  |  |  |       |  |  |  |  |  |  |  |  |  |  |  |  |  |  |  |  |  |  |  |  |  |  |
| Shang-Chi et la Légende des Dix Anneaux     |       |                   |  |       |  |  |  |  |       |  |  |                   |                   |  |  |       |       |       |       |  |  |  |  |  |  |  |  |       |  |  |  |  |       |  |  |  |  |  |  |  |  |  |  |  |  |  |  |  |  |  |  |  |  |  |  |
| Les Éternels                                |       |                   |  |       |  |  |  |  |       |  |  |                   |                   |  |  |       |       |       |       |  |  |  |  |  |  |  |  |       |  |  |  |  |       |  |  |  |  |  |  |  |  |  |  |  |  |  |  |  |  |  |  |  |  |  |  |
| Spider-Man: No Way Home                     |       |                   |  |       |  |  |  |  |       |  |  |                   |                   |  |  |       |       |       |       |  |  |  |  |  |  |  |  |       |  |  |  |  |       |  |  |  |  |  |  |  |  |  |  |  |  |  |  |  |  |  |  |  |  |  |  |
| Doctor Strange in the Multiverse of Madness | caméo |                   |  |       |  |  |  |  |       |  |  |                   |                   |  |  |       |       |       |       |  |  |  |  |  |  |  |  |       |  |  |  |  |       |  |  |  |  |  |  |  |  |  |  |  |  |  |  |  |  |  |  |  |  |  |  |
| Thor: Love and Thunder                      |       |                   |  |       |  |  |  |  |       |  |  |                   |                   |  |  |       |       |       |       |  |  |  |  |  |  |  |  |       |  |  |  |  |       |  |  |  |  |  |  |  |  |  |  |  |  |  |  |  |  |  |  |  |  |  |  |
| Black Panther: Wakanda Forever              |       |                   |  |       |  |  |  |  |       |  |  |                   |                   |  |  |       |       |       |       |  |  |  |  |  |  |  |  |       |  |  |  |  |       |  |  |  |  |  |  |  |  |  |  |  |  |  |  |  |  |  |  |  |  |  |  |
| Ant-Man et la Guêpe : Quantumania           |       |                   |  |       |  |  |  |  |       |  |  |                   |                   |  |  |       |       |       |       |  |  |  |  |  |  |  |  |       |  |  |  |  |       |  |  |  |  |  |  |  |  |  |  |  |  |  |  |  |  |  |  |  |  |  |  |
| Les Gardiens de la Galaxie Vol. 3           |       |                   |  |       |  |  |  |  |       |  |  |                   |                   |  |  |       |       |       |       |  |  |  |  |  |  |  |  |       |  |  |  |  |       |  |  |  |  |  |  |  |  |  |  |  |  |  |  |  |  |  |  |  |  |  |  |
| The Marvels                                 |       |                   |  |       |  |  |  |  |       |  |  |                   |                   |  |  |       |       |       |       |  |  |  |  |  |  |  |  |       |  |  |  |  |       |  |  |  |  |  |  |  |  |  |  |  |  |  |  |  |  |  |  |  |  |  |  |

## Accueil

### Résultats au box-office
Mis à jour le 31/07/2025.
| Film                                        | Date de sortie États-Unis | Recettes            | Recettes         | Position | Budget          | Référence(s) |
| Film                                        | Date de sortie États-Unis | États-Unis / Canada | Mondiales        | Mondiale | Budget          | Référence(s) |
| ------------------------------------------- | ------------------------- | ------------------- | ---------------- | -------- | --------------- | ------------ |
| Iron Man                                    | 2 mai 2008                | 318 604 126 $       | 585 366 247 $    | 190      | 140 millions $  | [ 146 ]      |
| L'incroyable Hulk                           | 13 juin 2008              | 134 806 913 $       | 264 770 996 $    | 628      | 150 millions $  | [ 147 ]      |
| Iron Man 2                                  | 7 mai 2010                | 312 433 331 $       | 623 933 331 $    | 172      | 200 millions $  | [ 148 ]      |
| Thor                                        | 6 mai 2011                | 181 030 624 $       | 449 326 618 $    | 291      | 150 millions $  | [ 149 ]      |
| Captain America: First Avenger              | 22 juillet 2011           | 176 654 505 $       | 370 569 774 $    | 396      | 140 millions $  | [ 150 ]      |
| Avengers                                    | 4 mai 2012                | 623 357 910 $       | 1 520 538 536 $  | 10       | 220 millions $  | [ 151 ]      |
| Iron Man 3                                  | 3 mai 2013                | 409 013 994 $       | 1 215 577 205 $  | 25       | 200 millions $  | [ 152 ]      |
| Thor : Le Monde des ténèbres                | 8 novembre 2013           | 206 362 140 $       | 644 783 140 $    | 164      | 170 millions $  | [ 153 ]      |
| Captain America : Le Soldat de l'hiver      | 4 avril 2014              | 259 766 572 $       | 714 421 503 $    | 134      | 170 millions $  | [ 154 ]      |
| Les Gardiens de la Galaxie                  | 1er août 2014             | 333 718 600 $       | 773 350 147 $    | 114      | 196 millions $  | [ 155 ]      |
| Avengers : l'Ère d'Ultron                   | 1er mai 2015              | 459 005 868 $       | 1 405 018 048 $  | 15       | 250 millions $  | [ 156 ]      |
| Ant-Man                                     | 17 juillet 2015           | 180 202 163 $       | 519 311 965 $    | 234      | 130 millions $  | [ 157 ]      |
| Captain America: Civil War                  | 6 mai 2016                | 408 084 349 $       | 1 155 046 416 $  | 28       | 250 millions $  | [ 158 ]      |
| Doctor Strange                              | 4 novembre 2016           | 232 641 920 $       | 677 796 076 $    | 152      | 165 millions $  | [ 159 ]      |
| Les Gardiens de la Galaxie Vol.2            | 5 mai 2017                | 389 813 101 $       | 863 756 051 $    | 85       | 200 millions $  | [ 160 ]      |
| Spider-Man: Homecoming                      | 7 juillet 2017            | 334 201 140 $       | 880 166 924 $    | 79       | 175 millions $  | [ 161 ]      |
| Thor: Ragnarok                              | 3 novembre 2017           | 315 058 289 $       | 855 301 806 $    | 89       | 180 millions $  | [ 162 ]      |
| Black Panther                               | 16 février 2018           | 700 059 566 $       | 1 349 926 083 $  | 19       | 200 millions $  | [ 163 ]      |
| Avengers: Infinity War                      | 27 avril 2018             | 678 815 482 $       | 2 052 415 039 $  | 6        | 300 millions $  | [ 164 ]      |
| Ant-Man et la Guèpe                         | 6 juillet 2018            | 216 648 740 $       | 622 674 139 $    | 174      | 130 millions $  | [ 165 ]      |
| Captain Marvel                              | 8 mars 2019               | 426 829 839 $       | 1 131 416 446 $  | 32       | 175 millions $  | [ 166 ]      |
| Avengers: Endgame                           | 26 avril 2019             | 858 373 000 $       | 2 799 439 100 $  | 2        | 356 millions $  | [ 167 ]      |
| Spider-Man: Far From home                   | 2 juillet 2019            | 390 532 085 $       | 1 131 927 996 $  | 31       | 160 millions $  | [ 168 ]      |
| Black Widow                                 | 9 juillet 2021            | 183 651 655 $       | 379 751 655 $    | 379      | 200 millions $  | [ 169 ]      |
| Shang-Chi et la Légende des Dix Anneaux     | 3 septembre 2021          | 224 543 292 $       | 432 243 292 $    | 308      | 175 millions $  | [ 170 ]      |
| Les Éternels                                | 5 novembre 2021           | 164 870 234 $       | 402 064 899 $    | 348      | 200 millions $  | [ 171 ]      |
| Spider-Man: No Way Home                     | 17 décembre 2021          | 814 115 070 $       | 1 921 847 111 $  | 7        | 200 millions $  | [ 172 ]      |
| Doctor Strange in the Multiverse of Madness | 6 mai 2022                | 411 331 607 $       | 955 775 804 $    | 62       | 200 millions $  | [ 173 ]      |
| Thor: Love and Thunder                      | 8 juillet 2022            | 343 256 830 $       | 760 928 081 $    | 117      | 250 millions $  | [ 174 ]      |
| Black Panther: Wakanda Forever              | 11 novembre 2022          | 453 829 060 $       | 859 208 836 $    | 86       | 250 millions $  | [ 175 ]      |
| Ant-Man et la Guêpe : Quantumania           | 17 février 2023           | 214 504 909 $       | 476 071 180 $    | 261      | 200 millions $  | [ 176 ]      |
| Les Gardiens de la Galaxie Vol. 3           | 5 mai 2023                | 358 995 815 $       | 845 555 777 $    | 91       | 250 millions $  | [ 177 ]      |
| The Marvels                                 | 8 novembre 2023           | 84 500 223 $        | 206 058 984 $    | 865      | 274 millions $  | [ 178 ]      |
| Deadpool & Wolverine                        | 26 juillet 2024           | 636 745 858 $       | 1 338 073 645 $  | 21       | 200 millions $  | [ 179 ]      |
| Captain America: Brave New World            | 14 février 2025           | 200 500 001 $       | 415 101 577 $    | 355      | 180 millions $  | [ 180 ]      |
| Thunderbolts*                               | 2 mai 2025                | 190 165 751 $       | 382 130 755 $    | 408      | 180 millions $  | [ 181 ]      |
| Les Quatre Fantastiques : Premiers pas      | 25 juillet 2025           | 142 255 382 $       | 241 314 193 $    | 761      | 200 millions $  | [ 182 ]      |
| Total                                       | Total                     | 12 755 594 429 $    | 32 203 885 092 $ | 1        | 7,36 millards $ | ,            |

      : indique les films en cours de diffusion.

### Accueil critique
| Film                                        | Rotten Tomatoes      | Metacritic            | IMDb                        | Allociné             |
| ------------------------------------------- | -------------------- | --------------------- | --------------------------- | -------------------- |
| Iron Man                                    | 94 % (281 critiques) | 79/100 (38 critiques) | 7,9/10 (1,1 million d'avis) | 3,4/5 (24 critiques) |
| L'incroyable Hulk                           | 67 % (239 critiques) | 61/100 (38 critiques) | 6,6/10 (518 000 avis)       | 3,4/5 (22 critiques) |
| Iron Man 2                                  | 72 % (305 critiques) | 57/100 (40 critiques) | 6,9/10 (859 000 avis)       | 3,1/5 (20 critiques) |
| Thor                                        | 77 % (296 critiques) | 57/100 (40 critiques) | 7/10 (891 000 avis)         | 3,3/5 (22 critiques) |
| Captain America: First Avenger              | 80 % (275 critiques) | 66/100 (43 critiques) | 6,9/10 (887 000 avis)       | 3,3/5 (22 critiques) |
| Avengers                                    | 91 % (368 critiques) | 69/100 (43 critiques) | 8/10 (1,4 million d'avis)   | 4/5 (25 critiques)   |
| Iron Man 3                                  | 79 % (331 critiques) | 62/100 (44 critiques) | 7,1/10 (890 000 avis)       | 3,2/5 (19 critiques) |
| Thor : Le Monde des ténèbres                | 67 % (288 critiques) | 54/100 (44 critiques) | 6,8/10 (717 000 avis)       | 2,8/5 (18 critiques) |
| Captain America : Le Soldat de l'hiver      | 90 % (312 critiques) | 70/100 (48 critiques) | 7,7/10 (890 000 avis)       | 3,2/5 (22 critiques) |
| Les Gardiens de la Galaxie                  | 92 % (339 critiques) | 76/100 (53 critiques) | 8/10 (1,3 million d'avis)   | 3,8/5 (27 critiques) |
| Avengers : l'Ère d'Ultron                   | 76 % (378 critiques) | 66/100 (49 critiques) | 7,3/10 (911 000 avis)       | 2,9/5 (22 critiques) |
| Ant-Man                                     | 83 % (340 critiques) | 64/100 (44 critiques) | 7,3/10 (713 000 avis)       | 3,3/5 (23 critiques) |
| Captain America: Civil War                  | 90 % (431 critiques) | 75/100 (52 critiques) | 7,8/10 (839 000 avis)       | 3,2/5 (28 critiques) |
| Doctor Strange                              | 89 % (388 critiques) | 72/100 (49 critiques) | 7,5/10 (793 000 avis)       | 3,1/5 (17 critiques) |
| Les Gardiens de la Galaxie Vol.2            | 85 % (425 critiques) | 67/100 (47 critiques) | 7,6/10 (748 000 avis)       | 3,4/5 (27 critiques) |
| Spider-Man: Homecoming                      | 92 % (400 critiques) | 73/100 (51 critiques) | 7,4/10 (708 000 avis)       | 3,5/5 (26 critiques) |
| Thor: Ragnarok                              | 93 % (440 critiques) | 74/100 (51 critiques) | 7,9/10 (805 000 avis)       | 3,3/5 (26 critiques) |
| Black Panther                               | 96 % (531 critiques) | 88/100 (55 critiques) | 7,3/10 (827 000 avis)       | 3,1/5 (32 critiques) |
| Avengers: Infinity War                      | 85 % (492 critiques) | 68/100 (54 critiques) | 8,4/10 (1,2 million d'avis) | 3,4/5 (21 critiques) |
| Ant-Man et la Guèpe                         | 87 % (447 critiques) | 70/100 (56 critiques) | 7/10 (443 000 avis)         | 3,4/5 (23 critiques) |
| Captain Marvel                              | 79 % (553 critiques) | 64/100 (56 critiques) | 6,8/10 (602 000 avis)       | 3,1/5 (27 critiques) |
| Avengers: Endgame                           | 94 % (557 critiques) | 78/100 (57 critiques) | 8,4/10 (1,2 million d'avis) | 3,2/5 (33 critiques) |
| Spider-Man: Far From Home                   | 90 % (459 critiques) | 69/100 (55 critiques) | 7,4/10 (544 000 avis)       | 3,2/5 (29 critiques) |
| Black Widow                                 | 79 % (457 critiques) | 68/100 (58 critiques) | 6,7/10 (418 000 avis)       | 2,9/5 (30 critiques) |
| Shang-Chi et la Légende des Dix Anneaux     | 92 % (343 critiques) | 71/100 (52 critiques) | 7,4/10 (426 000 avis)       | 3,3/5 (18 critiques) |
| Les Éternels                                | 47 % (412 critiques) | 52/100 (62 critiques) | 6,3/10 (378 000 avis)       | 2,9/5 (30 critiques) |
| Spider-Man: No Way Home                     | 93 % (430 critiques) | 71/100 (60 critiques) | 8,2/10 (857 000 avis)       | 3,3/5 (27 critiques) |
| Doctor Strange in the Multiverse of Madness | 73 % (460 critiques) | 60/100 (65 critiques) | 6,9/10 (467 000 avis)       | 3,2/5 (32 critiques) |
| Thor: Love and Thunder                      | 63 % (447 critiques) | 57/100 (64 critiques) | 6,2/10 (391 000 avis)       | 2,6/5 (28 critiques) |
| Black Panther: Wakanda Forever              | 83 % (447 critiques) | 67/100 (62 critiques) | 6,7/10 (297 000 avis)       | 2,9/5 (33 critiques) |
| Ant-Man et la Guêpe : Quantumania           | 46 % (410 critiques) | 48/100 (61 critiques) | 6,1/10 (219 000 avis)       | 2,3/5 (26 critiques) |
| Les Gardiens de la Galaxie Vol. 3           | 82 % (403 critiques) | 64/100 (63 critiques) | 7,9/10 (363 000 avis)       | 3,7/5 (29 critiques) |
| The Marvels                                 | 62 % (350 critiques) | 50/100 (57 critiques) | 5,8/10 (69 000 avis)        | 2,3/5 (19 critiques) |
| Deadpool & Wolverine                        |                      |                       |                             |                      |
| Captain America: Brave New World            |                      |                       |                             |                      |
| Thunderbolts*                               |                      |                       |                             |                      |
| Les Quatre Fantastiques : Premiers pas      |                      |                       |                             |                      |

## Les différentes approches de visionnement chronologique
Concernant la chronologie au sein du Marvel Cinematic Universe, deux perspectives principales prévalent. La première préconise une séquence basée sur l'ordre de sortie des films et des séries, alignée sur les différente phases qui structurent l'univers cinématographique. Cette approche, en raison de sa simplicité, est couramment recommandée par de nombreux blogs et sites spécialisés.
D'un autre côté, certains encouragent un visionnement basé sur les événements du MCU, selon l'ordre narratif intrinsèque de l'univers. Cette approche, bien que plus complexe, offre une immersion totale dans le récit étendu qui comprend plus de 80 pièces de contenu en live-action ainsi que quelques œuvres animées, notamment la Saison 1 de What If...?. Toutefois, Marvel Studios ne recommande aucune approche particulière.
Cependant , en janvier 2023, le site web de Marvel Comics a annoncé la sortie du livre intitulé "Marvel Studios: The Marvel Cinematic Universe: An Official Timeline", rédigé par trois experts du MCU, à savoir Anthony Breznican, Amy Ratcliffe et Rebecca Theodore-Vachon. Ce guide de référence a été publié par les éditions Dorling Kindersley (DK).